# Eleição presidencial da França em 2007

Vencedores da segunda volta, por departamento: Azul: Nicolas Sarkozy; Rosa: Ségolène Royal

As duas voltas das eleições presidenciais francesas de 2007 realizaram-se em 22 de Abril e  6 de Maio de 2007, com o propósito de eleger o presidente da República Francesa que sucedesse a Jacques Chirac. Estas foram as nonas eleições presidenciais da Quinta República Francesa. O vencedor foi Nicolas Sarkozy, que foi eleito presidente com 53,06% dos votos.

## Candidatos
Concorreram a estas eleições 12 candidatos:
- O conservador Nicolas Sarkozy
- A socialista Ségolène Royal
- O centrista François Bayrou
- O nacionalista Jean-Marie Le Pen
- Olivier Besancenot da Liga Revolucionária Comunista
- José Bové da plataforma de esquerda antiglobalização
- Marie-George Buffet do Partido Comunista Francês (PCF)
- Arlette Laguiller da Lutte Ouvrière (Comunista Trotskyista)
- Frédéric Nihous do "Partido Caça, Pesca, Natureza, Tradição"
- Gérard Schivardi apoiado pelo Partido dos Trabalhadores
- Philippe de Villiers do Movimento pela França, tradicionalista católico e eurocéptico.
- Dominique Voynet do Partido Os Verdes
- A recandidatura de Jacques Chirac, que durante algum tempo pareceu provável, perdeu possibilidades devido em parte à recusa popular da Constituição Europeia, que Chirac havia apoiado abertamente, assim como o seu delfim, Dominique de Villepin (primeiro-ministro).

### Esquerda

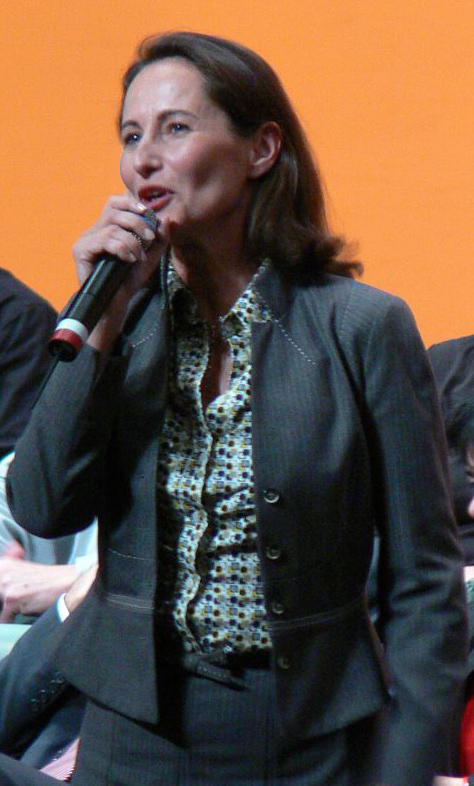
Ségolène Royal, que segundo as sondagens, era a candidata de esquerda com mais possibilidades de vencer

#### Ségolène Royal
Em 16 de Novembro de 2006, o Partido Socialista Francês fez votações para a escolha de candidato à presidência da República. A estas eleições apresentaram-se Ségolène Royal (senadora e companheira do Primeiro Secretário do Partido Socialista desde 1997, François Hollande), Dominique Strauss-Kahn (DSK, ex-ministro da Economia de Mitterrand e de Jospin) e Laurent Fabius, (ex-Primeiro-ministro de Mitterrand). Os resultados deram a maioria absoluta a Royal, portanto foi designada candidata automaticamente, sem necessidade de segunda volta. Os resultados da votação interna do PSF foram:
1. Ségolène Royal: 60,62%
2. Dominique Strauss-Kahn: 20,83%
3. Laurent Fabius: 18,54%

Alguns dos pontos do seu programa são a aprovação do casamento homossexual, apesar de que até há pouco tempo fosse feroz opositora. Esta viragem fez com que os seus críticos a considerem como uma mulher que se guia pelas sondagens e que não tem opções fundamentais claras.

#### Outros candidatos
- Partido Comunista de França, propõe Marie-George Buffet
- Liga Comunista Revolucionária, Olivier Besancenot, extrema-esquerda
- Luta Operária, Arlette Laguiller, extrema-esquerda
- Dominique Voynet: candidata de Os Verdes, partido ecologista
- José Bové: esquerda antiliberal, opositor da globalização
- Alain Ducq: candidato oficial do Partido Humanista Francês.

### Centro

#### François Bayrou

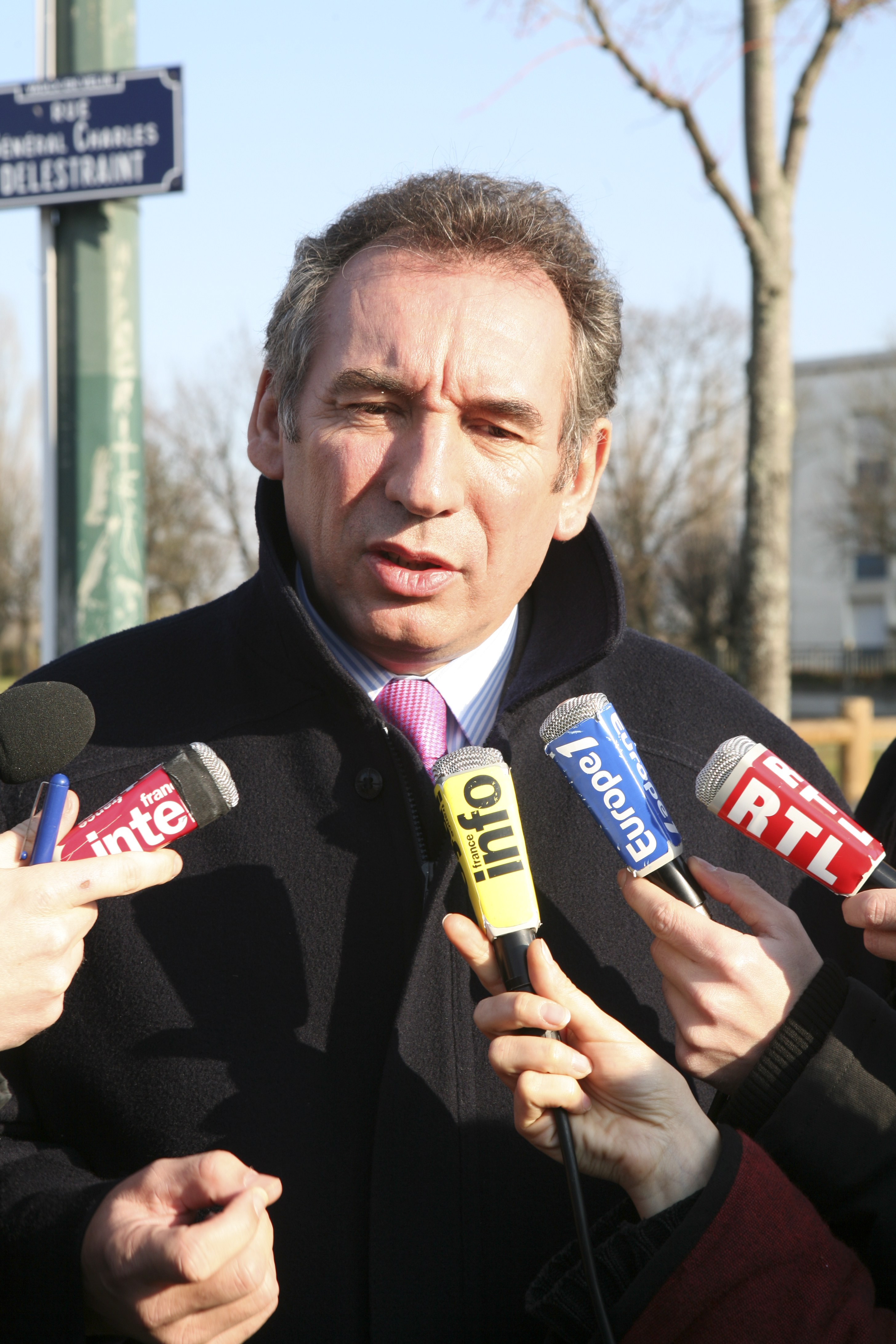
François Bayrou em campanha

François Bayrou, presidente da União para a Democracia Francesa, (UDF) que por muito tempo esteve aliada ao UMP, seguiu uma política mais independente, e embora existam fortes divisões no seu partido em relação a essa política, é o candidato da UDF à presidência da República. Também se apresentou nas últimas eleições presidenciais, em 2002, tendo obtido cerca de 2.000.000 de votos (6,84%).
O apoio a Bayrou tem aumentado ao longo da campanha eleitoral: em meados de Outubro de 2006 as sondagens atribuiam-lhe apenas 7% dos votos, mas as de Março de 2007 anunciavam que Bayrou é o político mais popular de França e que a intenção de voto na primeira volta é, segundo algumas sondagens, de 18%. Com esta percentagem ficaria em terceiro, após Sarkozy e Royal. No entanto, caso passasse à segunda volta, os franceses escolheriam-no quer entre Sarkozy e Bayrou, quer entre Royal e Bayrou.
Bayrou defende a economia social de mercado e propõe uma reforma do sistema de segurança social, a qual teria que ser votada em referendo.

### Direita

#### Nicolas Sarkozy

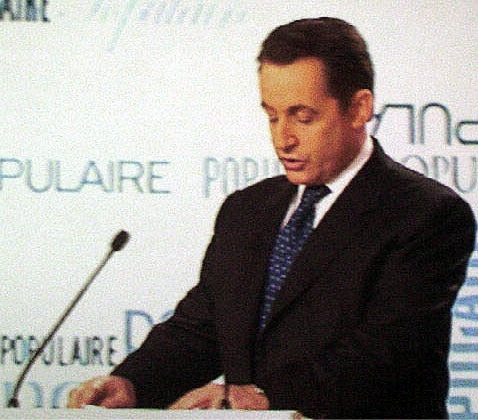
Nicolas Sarkozy, que segundo as sondagens, era o candidato da direita com mais possibilidades de vencer

A União por um Movimento Popular (partido de Nicolas Sarkozy), teve como principais pré-candidatos o primeiro-ministro Dominique de Villepin, considerado o preferido do presidente Chirac, e o Ministro da Administração Interna, Nicolas Sarkozy. A Lei de Contrato do Primeiro Emprego impulsionada por de Villepin, foi motivo de grandes manifestações e caos social em França, e fez com que a sua popularidade baixasse drasticamente, a ponto de ter perdido parte do apoio que lhe dava o seu próprio partido. Isto favoreceu Sarkozy.
Em 14 de Janeiro de 2007, a UMP foi a eleições primárias para designar um candidato, eleições essas em que Sarkozy foi único candidato, já que Michèlle Aliot-Marie, ministra da Defesa e possível candidata pró-Chirac, anunciou dois dias antes destas eleições (12 de Janeiro de 2007), após reunião com Sarkozy, que não se apresentaria e que apoiaria Sarkozy. Os resultados destas eleições foram:
1. Nicolas Sarkozy: 98,1%

- Participação: 69,06%

As sondagens desde Janeiro de 2007 que dão Sarkozy como favorito para a primeira volta, embora muitos analistas digam que é demasiado cedo para assegurar essa vitória.

#### Jean-Marie Le Pen
Em função das eleições presidenciais e das legislativas de 2007, Jean-Marie Le Pen (líder da Frente Nacional) lançou um apelo a diversos partidos e correntes políticas para constituir uma « união patriótica », segundo os termos seguintes: « Je renouvelle mon appel à l'union patriotique, dont naturellement je prendrai la tête puisque je suis le mieux placé de tous les candidats qui se réclament de la droite nationale pour l'emporter » (Renovo o meu apelo à união patriótica, da que naturalmente seria o líder, visto que sou o mais bem posicionado de todos os candidatos que se clamam da direita nacional).
Tanto Bruno Mégret (presidente do Movimento Nacional Republicano) como o Partido Populista responderam favoravelmente a este apelo. Ainda assim, Philippe de Villiers (presidente do Movimento pela França) declinou a proposta.
Algumas das propostas do seu partido são:
- Forte limitação da imigração
- Preservação da vida tradicional (proteccionismo e paragem da construção de mesquitas).
- Aumentar as penas para todos os delitos.
- Restabelecimento da pena de morte.
- Diminuição do número de funcionários públicos.
- Baixa de impostos e taxas para as empresas.
- Renegociação dos tratados França-Europa e fortalecimento do papel de França nas organizações internacionais (como a UE e a NATO).

Há que destacar que, a ganhar, Le Pen iniciaria o seu mandato com 79 anos de idade (os mesmos que tinha François Mitterrand no final da sua segunda legislatura).
As sondagens parecem mostrar uma progressão de Le Pen, que segundo Pierre Giacometti (director-geral da Ipsos França) "conta com um nível de popularidade, aceitação e tolerância claramente mais sólido que há cinco anos".

#### Phillippe de Villiers
Phillippe de Villiers, membro do Movimento pela França, posiciona-se como candidato contra a Europa política. Destaca as suas grandes diferenças com Sarkozy sobre a Constituição Europeia, o seu apoio à retirada de circulação do euro em França e a sua posição contra o casamento homossexual.

## Sondagens

### 1er tour[3]
|                      |                                  | %                     | %                     | %                     | %                     | %                      | %                       | %                  | %                   |
|                      | Partido                          | 12 de outubro de 2006 | 8 de novembro de 2006 | 6 de dezembro de 2006 | 18 de janeiro de 2007 | 1 de fevereiro de 2007 | 15 de fevereiro de 2007 | 1 de março de 2007 | 15 de março de 2007 |
| -------------------- | -------------------------------- | --------------------- | --------------------- | --------------------- | --------------------- | ---------------------- | ----------------------- | ------------------ | ------------------- |
| Arlette Laguiller    | Luta Operária                    | 3                     | 2,5                   | 3,5                   | 2                     | 3                      | 2                       | 2                  | 2                   |
| Olivier Besancenot   | Liga Comunista Revolucionária    | 4                     | 4                     | 3,5                   | 3                     | 2,5                    | 3,5                     | 3                  | 2                   |
| José Bové            | altermundista, camponês          |                       |                       |                       |                       | 4                      | 3                       | 2                  | 2                   |
| Marie-George Buffet  | Partido Comunista                | 2                     | 2                     | 2                     | 3                     | 2,5                    | 2,5                     | 3                  | 2,5                 |
| Ségolène Royal       | Partido Socialista               | 34                    | 34                    | 33                    | 31                    | 26                     | 26                      | 25,5               | 24                  |
| Dominique Voynet     | Os Verdes                        | 1                     | 1,5                   | 2                     | 2                     | 1,5                    | 1                       | 1                  | 1                   |
| François Bayrou      | União para a Democracia Francesa | 7                     | 7                     | 8                     | 9                     | 13                     | 12                      | 18,5               | 22                  |
| Nicolas Sarkozy      | União por um Movimento Popular   | 34                    | 34                    | 33                    | 35                    | 32                     | 33                      | 31                 | 31                  |
| Philippe de Villiers | Movimento por França             | 2                     | 2                     | 2                     | 1                     | 2                      | 2,5                     | 1                  | 0,5                 |
| Jean-Marie Le Pen    | Frente Nacional                  | 11                    | 13                    | 11,5                  | 13                    | 12,5                   | 13                      | 12                 | 12                  |

### 2ª volta
| Abr 2006                                    | Royal 51% - Sarkozy 49% (18)                                    | Royal 53% - Sarkozy 47% (18 e 19)                      | Sarkozy 51% - Royal 49% (20 e 21) | Royal 51% - Sarkozy 49% (7 e 8)   |
| Mai 2006                                    | -                                                               | Royal 53% - Sarkozy 47% (16 e 17)                      | - | Royal 51% - Sarkozy 49% (12 e 13) |
| Jun 2006                                    | -                                                               | Royal 51% - Sarkozy 49% (7)                            | Royal 51% - Sarkozy 49% (29 e 30) | Sarkozy 51% - Royal 49% (9 et 10) |
| Jul 2006                                    | -                                                               | -                                                      | - | Sarkozy 51% - Royal 49% (7 e 8)   |
| Ago 2006                                    | -                                                               | -                                                      | - | Sarkozy 51% - Royal 49% (18 e 19) |
| Set 2006                                    | -                                                               | Royal 52% - Sarkozy 48% (27)                           | - | Sarkozy 52% - Royal 48% (8 e 9)   |
| Out 2006                                    | Royal 51% - Sarkozy 49% (16)                                    |                                                        | Sarkozy 53% - Royal 47% (17) | Royal 50% - Sarkozy 50% (12)      |
| Nov 2006                                    |                                                                 | Royal 53% - Sarkozy 47% (24)                           | Royal 51% - Sarkozy 49% (17 et 18) |                                   |
| Dez 2006                                    |                                                                 |                                                        | Royal 50% - Sarkozy 50% (01) |                                   |
| Jan 2007                                    | Royal 52% - Sarkozy 48% (10-12) Sarkozy 52% - Royal 48% (17-18) | Royal 52% - Sarkozy 48% (4) Sarkozy 52% Royal 48% (17) | Royal 50,5% - Sarkozy 49,5% (7) Sarkozy 52% - Royal 48% (15) Sarkozy 51% - Royal 49% (18-20) Sarkozy 51% - Bayrou 49% (18-20) Bayrou 50% - Royal 50% (18-20) | Sarkozy 52% - Royal 48% (19-20)   |
| Esta lista será completada progressivamente |                                                                 |                                                        | |                                   |

## Resultados
| Candidato              | Candidato              | Partido                           | Partido                | 1º Turno   | 1º Turno | 2º Turno   | 2º Turno |
| Candidato              | Candidato              | Partido                           | Partido                | Votos      | %        | Votos      | %        |
| ---------------------- | ---------------------- | --------------------------------- | ---------------------- | ---------- | -------- | ---------- | -------- |
|                        | Nicolas Sarkozy        | União por um Movimento Popular    | UMP                    | 11 448 663 | 31,18%   | 18 983 138 | 53,06%   |
|                        | Ségolène Royal         | Partido Socialista                | PS                     | 9 500 112  | 25,87%   | 16 790 440 | 46,94%   |
|                        | François Bayrou        | União pela Democracia Francesa    | UDF                    | 6 820 119  | 18,57%   |            |          |
|                        | Jean-Marie Le Pen      | Frente Nacional                   | FN                     | 3 834 530  | 10,44%   |            |          |
|                        | Olivier Besancenot     | Liga Comunista Revolucionária     | LCR                    | 1 498 581  | 4,08%    |            |          |
|                        | Philippe de Villiers   | Movimento pela França             | MPF                    | 818 407    | 2,23%    |            |          |
|                        | Marie-George Buffet    | Partido Comunista Francês         | PCF                    | 707 268    | 1,93%    |            |          |
|                        | Marie-George Buffet    | Os Verdes                         | LV                     | 576 666    | 1,57%    |            |          |
|                        | Arlette Laguiller      | Luta Operária                     | LO                     | 487 857    | 1,33%    |            |          |
|                        | José Bové              | Sans étiquette                    | SE                     | 483 008    | 1,32%    |            |          |
|                        | Frédéric Nihous        | Caça, Pesca, Natureza e Tradições | CPNT                   | 420 645    | 1,15%    |            |          |
|                        | Gérard Schivardi       | Partido dos Trabalhadores         | PT                     | 123 540    | 0,34%    |            |          |
|                        |                        |                                   |                        |            |          |            |          |
| Votos válidos          | Votos válidos          | Votos válidos                     | Votos válidos          | 36 719 396 | 98,56%   | 35 773 578 | 95,20%   |
| Votos brancos ou nulos | Votos brancos ou nulos | Votos brancos ou nulos            | Votos brancos ou nulos | 534 846    | 1,44%    | 1 568 426  | 4,80%    |
| Votos totais           | Votos totais           | Votos totais                      | Votos totais           | 37 254 242 | 100,00%  | 37 342 004 | 100,00%  |
|                        |                        |                                   |                        |            |          |            |          |
| Participação           | Participação           | Participação                      | Participação           | 37 254 242 | 83,77%   | 37 342 004 | 83,97%   |
| Abstenção              | Abstenção              | Abstenção                         | Abstenção              | 7 218 592  | 16,23%   | 7 130 729  | 16,03%   |
| Eleitorado             | Eleitorado             | Eleitorado                        | Eleitorado             | 44 472 834 | 100,00%  | 44 472 733 | 100,00%  |

## Tomada de Posse
Nicolas Sarkozy tomou posse como 23º Presidente da República Francesa no dia 16 de Maio de 2007.
No dia imediato, 17 de Maio de 2007, o recém-eleito Presidente nomeou François Fillon como novo primeiro-ministro da França.